# Simon I. (Saarbrücken)
Simon I. von Saarbrücken († nach 1183) war 1135–1183 Graf von Saarbrücken.

## Leben
Simon war ein Sohn des Grafen Friedrich von Saarbrücken und seiner Frau Gisela. Nach dem Tode seines Vaters folgte er als Graf von Saarbrücken, sein jüngerer Bruder Adalbert wurde 1138 Erzbischof von Mainz. Nach Simons Tod wurde sein Besitz aufgeteilt. Der älteste Sohn Simon erhielt die Grafschaft Saarbrücken, der jüngere Sohn Heinrich, begründete die Grafschaft Zweibrücken. 1168 zerstörte Friedrich Barbarossa Burg Saarbrücken und drei weitere Saarbrücker Burgen.

## Familie
Simon war verheiratet mit Mechtild von Sponheim. Ihre Nachkommen waren:
- Simon II., Graf von Saarbrücken († nach 1207) ⚭ (vor 1180) Liutgard von Leiningen († nach 1239) Tochter von Emich III., Graf von Leiningen
- Heinrich I., Graf von Zweibrücken († 1228) ⚭ Hedwig von Lothringen († nach 1228), Tochter von Herzog Friedrich I. von Lothringen
- Friedrich († vor 1187)
- Gottfried, Kanoniker in Mainz
- Adalbert († nach 1210), Archidiakon in Mainz
- Jutta († vor 1223) ⚭ Folmar, Graf von Blieskastel
- Sophie († nach 1215) ⚭ Heinrich III., Herzog von Limburg (* um 1140; † 1221)
- Agnes († vor 1180) ⚭ Günther III., Graf von Schwarzburg († nach 1197)